# Zach Lorkiewicz
Zachary „Zach“ Lorkiewicz ist ein US-amerikanischer Filmeditor, Drehbuchautor, Filmregisseur, Filmproduzent und Filmschauspieler.

## Leben
Lorkiewicz wuchs in Berwyn, nähe Chicago, im US-Bundesstaat Illinois auf. Seine Liebe zum Filmgenre Horrorfilm weckte der Film Das Geisterschloss, den er sich im Alter von vier Jahren ansah. Seit 2013 betreibt er mit einigen Weiteren den YouTube-Kanal Count the Clock. Darunter entstanden mehrere Kurzfilme, in denen er unterschiedliche Tätigkeiten im Filmstab übernahm. Seine erste Mitwirkung an einem Spielfilm hatte er 2017 am Episodenfilm Dark Web, an dem er Hauptverantwortlicher für das Kapitel Blood war. 2018 war er am Low-Budget-Horrorfilm Invoking 5 als Drehbuchautor und Filmeditor beteiligt. Seit 2021 tritt er in Filmproduktionen des Filmstudios The Asylum in Erscheinung. So übernahm er im Jahr 2021 eine Nebenrolle im Film The Devil’s Triangle – Das Geheimnis von Atlantis. 2022 fungierte er als Filmeditor im Tierhorrorfilm Shark Waters und im Science-Fiction-Film Battle for Pandora. 2023 war er in selber Funktion unter anderen am Liebesfernsehfilm Three Dates to Forever und am Tierhorrorfilm Methgator beteiligt.

## Filmografie (Auswahl)

### Filmeditor
- 2013: M Is for Mess (Kurzfilm)
- 2014: Another Set of Eyes (Kurzfilm)
- 2015: Domestica (Kurzfilm)
- 2016: Pep (Kurzfilm)
- 2016: Little Red’s Pie (Kurzfilm)
- 2016: My Mother’s Daughter (Kurzfilm)
- 2016: I Love Lucy (Kurzfilm)
- 2017: Over the Counter (Fernsehserie)
- 2017: Dark Web
- 2017: The Ball (Kurzfilm)
- 2017: Rooms (Kurzfilm)
- 2018: Road to Closure (Kurzfilm)
- 2018: Pop Horror Made Me Do It (Kurzfilm)
- 2018: Invoking 5
- 2019: Coastal Rounds (Fernsehserie)
- 2019: Who Killed the Homecoming Queen? (Kurzfilm)
- 2019: Mandy the Plumber (Kurzfilm)
- 2020: The Knock (Kurzfilm)
- 2022: Loveless (Kurzfilm)
- 2022: Shark Waters
- 2022: Battle for Pandora
- 2023: You Don’t Know Jack (Kurzfilm)
- 2023: Three Dates to Forever (Fernsehfilm)
- 2023: Methgator

### Drehbuch
- 2013: M Is for Mess (Kurzfilm)
- 2014: Another Set of Eyes (Kurzfilm)
- 2015: Domestica (Kurzfilm)
- 2015: The Woman Without a Face (Kurzfilm)
- 2016: Pep (Kurzfilm)
- 2016: I Love Lucy (Kurzfilm)
- 2017: The Cheerleader Trials (Kurzfilm)
- 2017: Dark Web
- 2017: The Ball (Kurzfilm)
- 2018: Pop Horror Made Me Do It (Kurzfilm)
- 2018: Invoking 5
- 2019: Who Killed the Homecoming Queen? (Kurzfilm)
- 2019: Mandy the Plumber (Kurzfilm)
- 2019: Bubblegum (Kurzfilm)
- 2020: The Knock (Kurzfilm)
- 2021: The Ghost House (Kurzfilm)
- 2022: Loveless (Kurzfilm)
- 2022: Tales from Middleton High
- 2023: The Night Jane Went Insane (Kurzfilm)

### Regie
- 2013: Thicker Than Water (Kurzfilm)
- 2013: M Is for Mess (Kurzfilm)
- 2014: Another Set of Eyes (Kurzfilm)
- 2015: Domestica (Kurzfilm)
- 2015: The Woman Without a Face (Kurzfilm)
- 2016: I Pep (Kurzfilm)
- 2016: I Love Lucy (Kurzfilm)
- 2017: The Cheerleader Trials (Kurzfilm)
- 2017: Dark Web
- 2017: The Ball (Kurzfilm)
- 2018: Pop Horror Made Me Do It (Kurzfilm)
- 2018: Invoking 5
- 2019: Who Killed the Homecoming Queen? (Kurzfilm)
- 2019: Mandy the Plumber (Kurzfilm)
- 2019: Bubblegum (Kurzfilm)
- 2020: The Knock (Kurzfilm)
- 2021: The Ghost House (Kurzfilm)
- 2022: Loveless (Kurzfilm)
- 2022: Tales from Middleton High
- 2023: The Night Jane Went Insane (Kurzfilm)

### Produktion
- 2013: M Is for Mess (Kurzfilm)
- 2015: Domestica (Kurzfilm)
- 2017: The Cheerleader Trials (Kurzfilm)
- 2017: Dark Web
- 2017: The Ball (Kurzfilm)
- 2018: Pop Horror Made Me Do It (Kurzfilm)
- 2019: Who Killed the Homecoming Queen? (Kurzfilm)
- 2019: Mandy the Plumber (Kurzfilm)
- 2019: Bubblegum (Kurzfilm)
- 2020: The Knock (Kurzfilm)
- 2023: The Night Jane Went Insane (Kurzfilm)

### Schauspiel
- 2012: Grave Encounters 2
- 2015: Citizen in the Temple (Kurzfilm)
- 2021: The Devil’s Triangle – Das Geheimnis von Atlantis (Devil’s Triangle)